# Девід Башуцкі
Девід Башуцкі (англ. David Baszucki) — американський підприємець, інженер та винахідник українсько-канадського походження. Насамперед відомий як співзасновник і генеральний директор Roblox Corporation . Раніше він був співзасновником і виконував обов'язки генерального директора Knowledge Revolution, який був придбаний MSC Software у грудні 1998 року

## Раннє життя та освіта
Девід Башуцкі народився 20 січня 1963 року в Канаді. Він відвідував середню школу в Іден-Прері (штат Міннесота), де був активним учасником позакласних заходів та капітаном шкільної команди, яка брала участь у телевізійних вікторинах . Пізніше він продовжував вести власне радіо-толк-шоу для KSCO радіо Santa Cruz з лютого по липень 2003 року. Башуцкі вивчав інженерію та інформатику в Стенфордському університеті . Він закінчив ЗВО у 1985 році як стипендіат General Motors в галузі електротехніки .

## Кар'єра

### Knowledge Revolution
Наприкінці 1980-х, Девід разом зі своїм братом Грегом Башуцкі розробив симуляцію під назвою «Інтерактивна фізика»(Interactive Physics), яка була розроблена як навчальний додаток, що дозволить проводити фізичні експерименти у 2D просторі. У 1989 році Башуцкі разом зі своїм братом заснував компанію Knowledge Revolution, яка була створена для поширення «Інтерактивної фізики». Спочатку випущений для комп'ютерів Macintosh(Mac), додаток отримав безліч нагород. Як продовження «Інтерактивної фізики», Knowledge Revolution на початку 1990-х запустила програмне забезпечення для механічного проектування «Working Model».

### MSC Програмне забезпечення та інвестування
У грудні 1998 року, Knowledge Revolution була придбана за 20 мільйонів доларів MSC Software, компанією, що займається моделюванням програмного забезпечення, котра базується в Ньюпорт-Біч (Каліфорнія). Башуцкі перебував на посаді віце-президента і генерального менеджера MSC Software з 2000 по 2002 рік, але він покинув цю робрту, щоб заснувати Baszucki & Associates, інвестиційну фірму(ангела бізнесу). Башуцкі очолював Baszucki & Associates з 2003 по 2004 рік Будучи інвестором, він надав початкове фінансування Friendster, сервісу соціальних мереж.

### Roblox
У 2003 році Башуцкі разом з Еріком Касселем, який працював віце-президентом інженерії «Інтерактивної фізики», почали працювати над раннім прототипом Roblox під робочою назвою DynaBlocks . Згодом, у 2005 році він був перейменований в Roblox, набір «роботів» і «блоків». Вебсайт офіційно запущений у 2006 році В інтерв'ю Forbes у червні 2016 року Башуцкі заявив, що на створення Roblox його надихнув успіх його проектів «Інтерактивна фізика» та «Working Model», особливо серед молодих студентів.
В інтерв'ю VentureBeat у грудні 2016 року Башуцкі якось сказав: «Ми вважаємо, що починаємо бачити мережевий ефект. Утримування росте, оскільки все більше людей починають грати зі своїми друзями і мають більше шансів знайти нових». Девід вважає, що Roblox увійшла в нову категорію «спільного людського досвіду», який згодом з'явиться більше ігор. В інтерв'ю Forbes у вересні 2018 року Башуцкі сказав: «Коли ми починали, ми уявляли собі нову категорію ігор — „людей, які роблять щось разом“. Це гра, яка включає спілкування з друзями, як-от соціальні мережі, яка включає захоплюючий 3-D, як-от відео-ігри; гра, яка включає крутий контент, типу великої кількості цікавих медіа; і нарешті, гра, яка б мала необмежені можливості, як конструктор».
Башуцкі володіє приблизно 13 % акцій Roblox Corporation, компанії, котра володіє Roblox, частка якої оцінюється приблизно в 4,2 мільярда доларів.

### Інші види діяльності
Башуцкі виступив на конференції Disrupt у San Francisco в 2018-му. У 2020 році Башуцкі профінансував дослідження впливу гідроксихлорохіну на COVID-19, яке не показало жодних доказів його запобігання чи лікування вірусу.

## Нагороди та визнання
Девід Башуцкі отримав такі нагороди та відзнаки:
- Goldman Sachs 100 найбільш інтригуючих підприємців (2017, 2018).[5]
- Найкращі генеральні директори Comparably для різноманітності (2018, 2019).[19][20]
- ‘San Mateo Visionary Hero Award’ (2015).

## Особисте життя
Девід Башуцкі живе у районі затоки Сан-Франциско разом із дружиною Ян Еллісон та їхніми чотирма дітьми. У дописі в своєму блозі 2020 року після вбивства Джорджа Флойда Девід висловив підтримку руху Black Lives Matter, висловивши свою стурбованість великою кількістю расової нерівності в Сполучених Штатах.